# .sc
.sc este un domeniu de internet de nivel superior, pentru Seychelles (ccTLD).